# Il giocattolo
Il giocattolo és una pel·lícula italiana de thriller dramàtic noir del 1979 pel·lícula escrita i dirigida per Giuliano Montaldo. Va ser coproduït per Sergio Leone. La joguina del títol és una pistola. La pel·lícula narra com un comptable frustrat i tímid pot convertir-se en un botxí cruel i despietat.

## Argument
El comptable Vittorio Barletta viu a Milà amb la seva dona Ada. Amic des de petit de l'industrial Nicola Griffo, Vittorio li serveix com a portador de seguretat i com a cobertor de "fons negres". Ferit en el curs d'un robatori en un supermercat, Barletta és substituït per un antic mariscal carabinieri més agressiu per a les tasques de guàrdia de seguretat del Griffo. Mentrestant, després d'haver conegut i fet amistat amb l'agent Sauro Civera, en Vittorio descobreix el talent per al tir amb pistola i esdevé tan expert com per guanyar competicions de tir. Com que li han robat la seva arma recent adquirida, el comptable rep una pistola com a regal de Sauro. Va amb el seu amic policia a una pizzeria, i aquest reconeix un condemnat que reacciona matant-lo, però també Vittorio, després d'uns moments de perplexitat, dispara i mata el bandoler. La televisió i la premsa cobreixen l'heroi però el soroll dura poc i no aporta diners. L'Ada està greument malalta. Vittorio és burlat per Nicola, per la seva dona, Laura, i per la temerària filla dels Griffo, Patrizia. Mentrestant, les amenaces es multipliquen, comunicades per telèfon o per cartes anònimes. Durant una emboscada dispara i fereix els atacants i després passa uns dies a la presó. Abandonat per Nicola, que l'acomiada després de fer-li signar la venda d'una empresa fantasma, el comptable es tanca a la casa amb l'Ada cada cop més feble. Aleshores, quan ja no pot més, Vittorio decideix humiliar els Griffo, però la seva dona moribunda està decidida a aturar-lo.
- Nino Manfredi: Vittorio Barletta
- Marlène Jobert: Ada Barletta
- Arnoldo Foà: Nicola Griffo
- Vittorio Mezzogiorno: Sauro Civera
- Olga Karlatos: Laura Griffo
- Pamela Villoresi: Patrizia Griffo
- Mario Brega: el lladre
- Luciano Catenacci: el guardaespatlles de Griffo
- Renato Scarpa: el armer
- Daniele Formica: Gualtiero
- Arnaldo Ninchi: entrevistador de televisió

## Producció
La pel·lícula va ser coproduïda per Sergio Leone, que va preferir quedar-se sense acreditar i deixar-ne el mèrit al seu cunyat Fulvio Morsella. Va marcar el retorn a la col·laboració entre Leone i el seu soci de fa temps Sergio Donati (que havia estat incorporat al projecte abans de la participació de Leone) després que la parella hagués tingut una baralla durant la postproducció de Abaixa el cap, maleït!. El guió original tenia un final més fosc, que finalment es va reescriure a petició de l'actor principal Nino Manfredi contra els desitjos de Leone i Donati.

## Recepció
A nivell nacional, la pel·lícula va ser un èxit de taquilla, va recaptar més de 1.200 milions de lires i va ser la desena pel·lícula més taquillera de l'any. Per la seva actuació en aquesta pel·lícula Vittorio Mezzogiorno va guanyar el Nastro d'argento al Millor actor secundari.